# Hanna (colonna sonora)
Hanna: Original Motion Picture Soundtrack è la prima colonna sonora composta dal duo britannico dei The Chemical Brothers, scritta appositamente per il thriller omonimo del 2011, diretto da Joe Wright. Inizialmente l'album è stato pubblicato solo in digitale, per poi essere rilasciato anche su CD, il 4 luglio 2011. 
La rivista NME ha classificato l'album al numero 54 nella loro lista de "Le 61 migliori colonne sonore".

## Singoli
Container Park è stato rilasciato come download gratuito subito dopo il rilascio del download dell'intero album Hanna, ma precedentemente rispetto all'uscita su CD.

## Critica
La colonna sonora ha ricevuto critiche positive per lo più dai critici musicali, lodando i The Chemical Brothers per aver composto una solidissima musica di sottofondo. Tuttavia alcuni critici hanno fatto notare una mancanza di sperimentazione come uno dei difetti maggiori dell'LP. Secondo Metacritic, che assegna un punteggio normalizzato su 100 alle recensioni da parte della critica mainstream, l'album raggiunge un punteggio di 65, indicando "recensioni generalmente favorevoli", sulla base di sette recensioni tutte compilate da parte della critica. Chad Grischow di IGN, ha riservato elogi per la colonna sonora, esternando la sua sensazione che il "duo ha saputo imprimere all'album un consono mix di violenza e di innocenza".

## Tracklist
1. Hanna's Theme - 2:08
2. Escape 700 - 05:16
3. Chalice 1 - 00:47
4. The Devil is in the Details - 03:22
5. Map Sounds / Chalice 2 - 00:15
6. The Forest - 01:07
7. Quayside Synthesis - 01:21
8. The Sandman - 01:45
9. Marissa Flashback - 02:44
10. Bahnhof Rumble - 02:37
11. The Devil is in the Beats - 02:35
12. Car Chase (Arp Worship) - 04:58
13. Interrogation / Lonesome Subway / Grimm’s House - 04:25
14. Hanna vs. Marissa - 01:46
15. Sun Collapse - 00:11
16. Special Ops - 01:28
17. Escape Wavefold - 03:21
18. Isolated Howl - 00:42
19. Container Park - 03:45
20. Hanna’s Theme (Vocal Version) - 05:28

## Posizioni in classifica
- No. 77 della classifica iTunes UK (download release).
- No. 7 della classifica USA di Billboard "Top Electronic Albums"
- No. 11 della classifica USA di Billboard "Top Soundtracks"